# Die Geliebte des Grafen Varenne
Die Geliebte des Grafen Varenne è un film muto del 1921 prodotto e diretto da Friedrich Zelnik.

## Produzione
Il film fu prodotto da Friedrich Zelnik per la Zelnik-Mara-Film GmbH (Berlin).

## Distribuzione
Distribuito dalla Deulig-Verleih, fu presentato in prima a Berlino il 3 marzo 1921 con il titolo originale Die Geliebte des Grafen Varenne (è conosciuto anche con il titolo breve Die Geliebte).